# غاندالف
غاندالف هو شخصية من الشخصيات الموجودة في روايات جي آر آر تولكين مثل الهوبيت وسيد الخواتم. في هذه القصص، يظهر غاندالف في شخصية ساحر وهو عضو في منظمة تُعرف باسم إيستاري، وبعد ذلك أصبح رئيسها (بعد خيانة وسقوط سارومان)، بالإضافة إلى أنه قائد أخوية الخاتم وجيش الجنوب. وفي مملكة الخواتم، يُعرف في الأساس باسم غاندالف الرمادي، لكنه يعود من الموت بشخصية غاندالف الأبيض.

## شخصيته
يتحدث تولكين عن غاندالف في فصل بعنوان الإستاري الذي نُشر في الروايات الغير مكتملة. يصف فيها غاندالف بانه الساحر الأخير الذي وصل إلى الأرض الوسطى، وانه «بدى أنه الادنى، أقصر من البقية، ومظهره أكثر سِناً، شعره شائب وردائه رمادي، ويرتكي على عصى». ومع هذا فالإلف كيردان الذي لاقاه عند وصوله اعتبره «اعظم وأحكم روح» واعطاه خاتم القوى المدعو ناريا، خاتم النار، الذي يحوي حجر أحمر ليساعده ويواسيه. يربط تولكين غاندالف بعنصر النار في الفصل نفسه.

## وصلات خارجية
- غاندالف في قاعدة بيانات الأفلام على الإنترنت
- A brief character study of Gandalf
- Gandalf at lotr.wikia.com
- Gandalf at fansite: TheOneRing.net
- Gandalf at the Encyclopedia of Arda
- The painting from which Tolkien drew inspiration for Gandalf